# Ball de Panderos de Vilanova i la Geltrú
El Ball de Panderos de Vilanova i la Geltrú és una manifestació de dansa tradicional catalana, caracteritzada per l'ús de panderos com a instruments principals durant la seva execució. Aquesta dansa forma part del patrimoni cultural de Vilanova i la Geltrú i és una de les activitats destacades durant la Festa Major de la ciutat.

## Història
El Ball de Panderos de Vilanova i la Geltrú va ser recuperat l'any 1984 gràcies a l'esforç de diverses persones i entitats dedicades a la preservació del folklore local. La seva primera ballada després de la recuperació va tenir lloc la vigília de Sant Joan a la plaça Xoriguer. La recuperació va comptar amb la col·laboració del Ball de Panderos de Vilafranca, que va proporcionar l'ensenyament necessari per tornar a dur a terme aquesta dansa.
Durant aquest primer any, dotze noies van ballar set coreografies recuperades: el "quadro", la serp, la travessa, els platerets, el corrandillo, la creu i la jota. Inicialment, el ball estava acompanyat pel flabiolaire Pau Orriols i Ramon.
El vestuari original dels balladors consistia en pantaló blanc, camisa blanca, mocadors travessers, faixa blava i vermella, espardenyes blaves-vermelles i mocador al cap. Posteriorment, es van afegir la faldilleta i camalls per millorar la qualitat del vestuari i equiparar-lo estèticament amb la resta de balls del seguici de la Festa Major.
El Ball de Panderos participa regularment en les festes majors i altres esdeveniments culturals a Vilanova i la Geltrú. La dansa es caracteritza per la seva energia i per l'ús dels panderos, que els balladors fan sonar mentre realitzen les coreografies.
El 2024 es commemora el 40è aniversari de la recuperació del Ball de Panderos de Vilanova i la Geltrú. Per celebrar aquesta fita, l'Agrupació de Balls Populars ha organitzat una cercavila especial de balls de panderos, amb la participació de diversos grups convidats. Entre els convidats hi ha el Ball de Panderos de Salou, el Ball de Panderos de Sant Quintí de Mediona, el Ball de Panderos de Tavernes de la Valldigna del País Valencià, i el Ball de Panderos de Vilafranca.

## Importància cultural
El Ball de Panderos és una part integral del patrimoni cultural de Vilanova i la Geltrú. La seva recuperació i manteniment són testimoni de l'esforç de la comunitat per preservar i promoure les seves tradicions. Aquesta dansa no només és una manifestació artística, sinó també un mitjà per transmetre valors culturals a les noves generacions.